# Boiro (kommunhuvudort)
Boiro är en kommunhuvudort i Spanien.   Den ligger i provinsen Provincia da Coruña och regionen Galicien, i den nordvästra delen av landet, 500 km nordväst om huvudstaden Madrid. Boiro ligger 29 meter över havet och antalet invånare är 18 883.
Terrängen runt Boiro är kuperad åt nordväst, men åt sydost är den platt. Havet är nära Boiro åt sydost.  Närmaste större samhälle är Vilagarcía de Arousa, 11,3 km sydost om Boiro. 